# ФК Олимпија Љубљана
НК Олимпија је фудбалски клуб из Љубљане у Словенији, који се тренутно такмичи у Првој словеначкој лиги.
Титулу шампиона прве словеначке лиге НК Олимпија је освајала у низу од 1992. до 1995. године. Клуб од 2010. игра на новоизграђеном стадиону Стожице, капацитета 16.038 места, а пре његове изградње играо је на стадиону Бежиград.

## Историја
Клуб је основан 1911. године под именом Илирија. Клубови Илирија и Приморје 1935. су се ујединили и створили клуб СК Љубљана, који је престао са радом током Другог светског рата. Након завршетка Другог светског рата клуб је 1945. обновљен под именом НК Енотност, спајањем клубова СД Табор и СД Ударник Олимпија, које су чинили многи играчи бивше Љубљане. Од 1948. до 1961. клуб је носио име НК Одред, затим од 1961. до 1962. НК Триглав и коначно 1961. добија име НК Олимпија Љубљана. Олимпија је играла укупно 20 сезона у југословенској првој лиги и од тога непрекидно од 1966. до 1984. Табеларни преглед сезона и позиција:
| Година  | Позиција | Година  | Позиција |
| ------- | -------- | ------- | -------- |
| 1953/54 | 13       |         |          |
| 1965/66 | 8        | 1975/76 | 14       |
| 1966/67 | 14       | 1976/77 | 12       |
| 1967/68 | 11       | 1977/78 | 10       |
| 1968/69 | 12       | 1978/79 | 16       |
| 1969/70 | 16       | 1979/80 | 15       |
| 1970/71 | 7        | 1980/81 | 12       |
| 1971/72 | 9        | 1981/82 | 9        |
| 1972/73 | 16       | 1982/83 | 7        |
| 1973/74 | 10       | 1983/84 | 17       |
| 1974/75 | 12       | 1988/89 | 14       |

НК Олимпија је играла једанпут у финалу југословенског купа 1970. године и у полуфиналу два пута 1972. и 1982. године. Олимпија је у том периоду такође била два пута учесник Купа сајамских градова и једанпут Купа победника купова.
После неколико година доминације у независном словеначком фудбалском првенству, када је клуб освојио четири титуле првака и четири купа Словеније, Олимпија је запала у финансијске тешкоће тако да је клуб био угашен 2005. године. Одмах исте године је основан нови клуб, али овај пут под именом НК Бежиград, који себе сматра наследником старог клуба иако законски то није. Нови клуб је са такмичењем почео из најнижег ранга и за четири сезоне је успео да из петог ранга стигне до првог. У сезони 2007/08., када је играо у трећој лиги, клуб је променио име у НК Олимпија Бежиград, а веће током сезоне 2008/09. клуб поново мења име, сада у НК Олимпија Љубљана.
Навијачи Олимпије себе називају „Грин Драгонсима“ или Зеленим змајевима.

## Успеси клуба
- Прва лига Словеније: 7

1991/92, 1992/93, 1993/94, 1994/95, 2015/16, 2017/18, 2022/23.
- Куп Словеније: 6

1992/93, 1995/96, 1999/00, 2002/03, 2017/18, 2018/19, 2020/21, 2022/23.
- Првак треће лиге Словеније: 1

2008/09.
- Првак треће лиге Словеније (Запад): 1

2007/08.
- Првак четврте лиге Словеније (Горењска): 1

2006/07.
- Првак пете лиге Словеније (Горењска): 1

2005/06.

## НК Олимпија Љубљана у европским такмичењима
| Сезона   | Такмичење         | Коло        | Клуб           | Дом. | Гост | Укупно       |
| -------- | ----------------- | ----------- | -------------- | ---- | ---- | ------------ |
| 2010/11. | Лига Европе       | 1. коло кв. | Широки Бријег  | 0:2  | 0:3  | 0–5          |
| 2011/12. | Лига Европе       | 1. коло кв. | Широки Бријег  | 3:0  | 0:0  | 3–0          |
| 2011/12. | Лига Европе       | 2. коло кв. | Бохимијан      | 2:0  | 1:1  | 3–1          |
| 2011/12. | Лига Европе       | 3. коло кв. | Аустрија Беч   | 1:1  | 2:3  | 3–4          |
| 2012/13. | Лига Европе       | 1. коло кв. | Женес Еш       | 3:0  | 3:0  | 6–0          |
| 2012/13. | Лига Европе       | 2. коло кв. | Тромсе         | 0:0  | 0:1  | 0–1          |
| 2013/14. | Лига Европе       | 2. коло кв. | Жилина         | 3:1  | 0:2  | 3–3 (пгг)    |
| 2016/17. | Лига шампиона     | 2. коло кв. | Тренчин        | 3:4  | 3:2  | 6–6 (пгг)    |
| 2017/18. | Лига Европе       | 1. коло кв. | ВПС            | 0:1  | 0:1  | 0–2          |
| 2018/19. | Лига шампиона     | 1. коло кв. | Карабаг        | 0:1  | 0:0  | 0–1          |
| 2018/19. | Лига Европе       | 2. коло кв. | Крусајдерс     | 5:1  | 1:1  | 6–2          |
| 2018/19. | Лига Европе       | 3. коло кв. | Хелсинки       | 3:0  | 4:1  | 7–1          |
| 2018/19. | Лига Европе       | плеј-оф     | Спартак Трнава | 0:2  | 1:1  | 1–3          |
| 2019/20. | Лига Европе       | 1. коло кв. | РФШ            | 2:3  | 2:0  | 4–3          |
| 2019/20. | Лига Европе       | 2. коло кв. | Малатијаспор   | 0:1  | 2:2  | 2–3          |
| 2020/21. | Лига Европе       | 1. коло кв. | Викингур       | 2:1  | Н/Д  | 2–1          |
| 2020/21. | Лига Европе       | 2. коло кв. | Зрињски        | 2:3  | Н/Д  | 2–3          |
| 2021/22. | Лига конференције | 2. коло кв. | Биркиркара     | 1:0  | 0:1  | 1–1 (5:4пен) |
| 2021/22. | Лига конференције | 3. коло кв. | Санта Клара    | 0:1  | 0:2  | 0–3          |
| 2022/23. | Лига конференције | 1. коло кв. | Диферданж      | 1:1  | 2:1  | 3–2          |
| 2022/23. | Лига конференције | 2. коло кв. | Сепси          | 2:0  | 1:3  | 3–3 (2:4пен) |
| 2023/24. | Лига шампиона     | 1. коло кв. | Валмијера      |      |      |              |

## Познати играчи
- Роберт Просинечки
- Јоаким Виславски
- Бранко Облак
- Сречко Катанец
- Џони Новак
- Данило Попивода
- Миленко Ачимович
- Јан Облак
- Радослав Бечејац
- Петер Амершек
- Предраг Томић
- Милан Стојановић